# Olympische Winterspiele 1932
| Medaillenspiegel               | Medaillenspiegel   | Medaillenspiegel | Medaillenspiegel | Medaillenspiegel | Medaillenspiegel |
| Platz                          | Land               | G                | S                | B                | Ges.             |
| ------------------------------ | ------------------ | ---------------- | ---------------- | ---------------- | ---------------- |
| 1                              | Vereinigte Staaten | 6                | 4                | 2                | 12               |
| 2                              | Norwegen           | 3                | 4                | 3                | 10               |
| 3                              | Schweden           | 1                | 2                | –                | 3                |
| 4                              | Kanada             | 1                | 1                | 5                | 7                |
| 5                              | Finnland           | 1                | 1                | 1                | 3                |
| 6                              | Österreich         | 1                | 1                | –                | 2                |
| 7                              | Frankreich         | 1                | –                | –                | 1                |
| 8                              | Schweiz            | –                | 1                | –                | 1                |
| 9                              | Deutsches Reich    | –                | –                | 2                | 2                |
| 10                             | Ungarn             | –                | –                | 1                | 1                |
| Vollständiger Medaillenspiegel |                    |                  |                  |                  |                  |

Die Olympischen Winterspiele 1932 (auch III. Olympische Winterspiele genannt) wurden vom 4. bis 15. Februar 1932 in Lake Placid in den USA ausgetragen (wie später auch die Winterspiele 1980), und zwar mit den Disziplinen Eishockey, Eisschnelllauf, Eiskunstlauf, nordische Skiwettkämpfe und Bobfahren. Als neue Demonstrationssportarten hatten die Organisatoren ein Hundeschlittenrennen und das Eisschnelllaufen der Frauen ins Programm genommen. Sportler aus nur 17 Ländern konnten teilnehmen, weil die Weltwirtschaftskrise finanzielle Probleme hinterlassen hatte. Der Veranstaltungsort wurde vom IOC aus dem Kreis von acht Bewerberstädten gewählt, von denen nur Montreal aus Kanada stammte, die übrigen waren die US-amerikanischen Orte Bear Mountain, Yosemite Valley, Lake Placid, Lake Tahoe, Duluth, Minneapolis und Denver.

## Sportstätten
Der deutsche Ingenieur Stanislaus M. Zentzytzki errichtete im Auftrag des Organisationskomitees die Olympia-Bobbahn Mount Van Hoevenberg, die bereits 1930 eingeweiht wurde. Für die Skisprungwettbewerbe wurde eine Skisprungschanze mit dem K-Punkt von 61 Meter gebaut. – Erstmals gab es eine Kombihalle für Eiskunstlauf und Eishockey und das noch heute gebräuchliche dreistufige Siegertreppchen wurde eingeführt.
Alle Wettkämpfe fanden direkt in Lake Placid auf folgenden Anlagen statt:
- Olympic Arena – Eishockey, Eiskunstlauf
- Olympic Stadium Lake Placid – Langlauf (Start und Ziel), Nordische Kombination, Eishockey, Eisschnelllauf
- Olympia-Bobbahn Mount Van Hoevenberg – Bobfahren
- MacKenzie Intervale Ski Jumping Complex – Nordische Kombination, Skispringen

## Teilnehmer

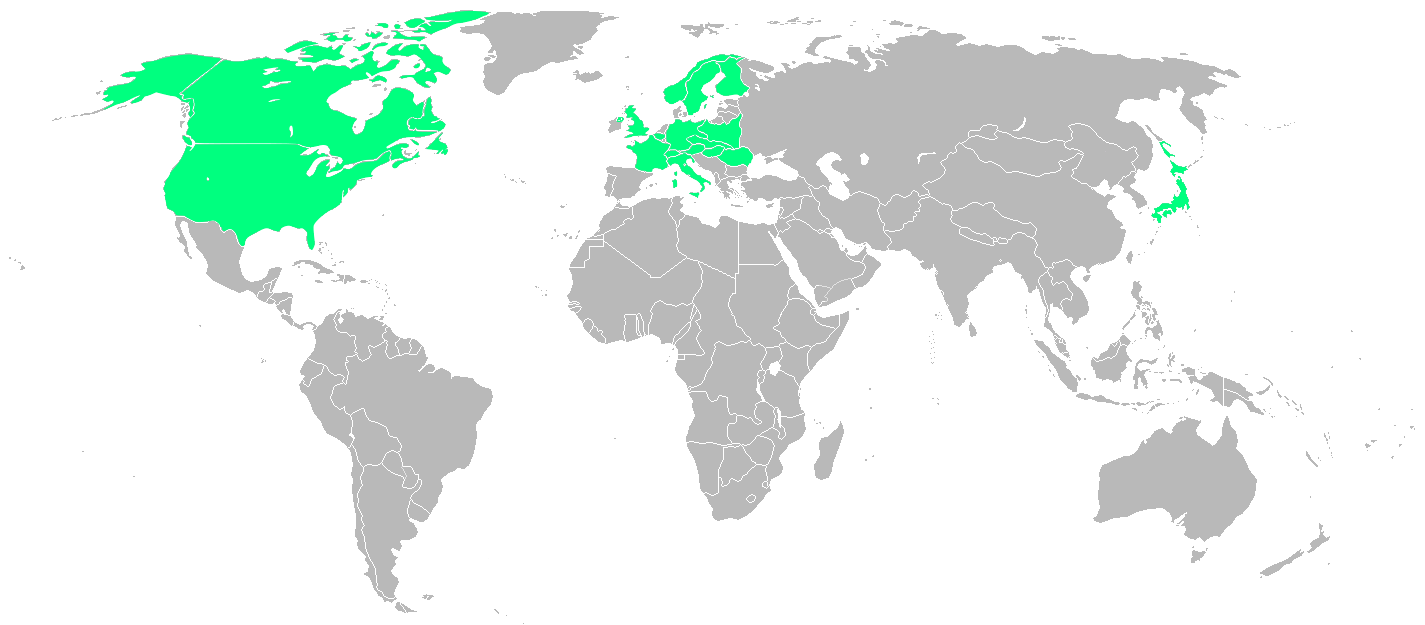
Länder mit teilnehmenden Mannschaften
Länder nahmen erstmals an Winterspielen teil

Nachdem vier Jahre vorher ein Teilnahmerekord gesetzt worden war, nahmen bei diesen Winterspielen 252 Athleten aus 17 Nationen teil.
Argentinien, Estland, Jugoslawien, Lettland, Litauen, Luxemburg, Mexiko und die Niederlande fehlten diesmal – es nahm kein neues Land teil.
| Europa (130 Athleten aus 14 Nationen)                                                     | Europa (130 Athleten aus 14 Nationen)                                                  | Europa (130 Athleten aus 14 Nationen)                             |
| ----------------------------------------------------------------------------------------- | -------------------------------------------------------------------------------------- | ----------------------------------------------------------------- |
| - Belgien (5) - Deutsches Reich (20) - Finnland (7) - Frankreich (8) - Großbritannien (4) | - Königreich Italien (12) - Norwegen (19) - Österreich (7) - Polen (15) - Rumänien (4) | - Schweden (12) - Schweiz (7) - Tschechoslowakei (6) - Ungarn (4) |
| Amerika (106 Athleten aus 2 Nationen)                                                     |                                                                                        |                                                                   |
| - Kanada (42)                                                                             | - Vereinigte Staaten (64)                                                              |                                                                   |
| Asien (16 Athleten aus 1 Nation)                                                          |                                                                                        |                                                                   |
| - Japan (16)                                                                              |                                                                                        |                                                                   |
| (Anzahl der Athleten)                                                                     |                                                                                        |                                                                   |

## Wissenswertes
- Die Spiele wurden von dem zukünftigen amerikanischen Präsidenten Franklin D. Roosevelt eröffnet, nachdem die Sportler in das bereits hergerichtete Eisstadion einmarschiert waren, wobei es zu einigen unfreiwilligen Rutschpartien gekommen war. Den Schwur der Sportler, der vom US-Eisschnellläufer John Ames Shea gesprochen wurde, nahm der Polarflieger Richard Evelyn Byrd entgegen.
- Die Winterspiele von 1932 fanden nach der gerade überstandenen Weltwirtschaftskrise statt, wodurch Lake Placid, damals eine Stadt mit weniger als 4000 Einwohnern, große finanzielle Schwierigkeiten hatte. Der Präsident des Organisationskomitees, Godfrey Dewey, spendete sogar aus seinem Familienbesitz das Land für die Bobbahn. Die Spiele verschlangen schließlich etwa 1,2 Millionen US-Dollar.
- Im Februar 1930 schickte das Organisationskomitee Einladungen an 65 Nationen, in der Hoffnung, dass mehr Länder als bei den Spielen 1928 (damals 25 Nationen mit 464 Sportlern) teilnehmen würden. Mit der Ausbreitung der Weltwirtschaftskrise sagten jedoch mehr und mehr Olympische Komitees ab. Mit dem North Atlantic Passenger Agreement wurden die Schiffspassagen für die Olympiateilnehmer 20 % billiger und die amerikanischen Behörden verzichteten auf die Gebühren für Visa, Zölle und Steuern. Die amerikanische Regierung bezahlte die Reise der deutschen Eishockeymannschaft, sodass wenigstens vier Mannschaften (in St. Moritz 1928 noch elf) teilnehmen konnten. Schließlich nahmen 252 Sportler aus elf Nationen teil (statt 25 vier Jahre zuvor).[2]
- Der Amerikaner Eddie Eagan war der erste Sportler, der sowohl bei Olympischen Sommerspielen als auch bei Winterspielen eine Goldmedaille gewann.
- Zu den Winterspielen in Lake Placid ins entlegene Upstate New York kamen insgesamt weniger Zuschauer als vier Jahre später in Garmisch-Partenkirchen allein zu der Eröffnungsfeier.[3]

## Wettkampfprogramm
Es wurden 14 Wettbewerbe (12 für Männer, 1 für Frauen und 1 Mixed-Wettbewerb) in 4 Sportarten/7 Disziplinen ausgetragen. Das war eine Disziplin weniger als in Sankt Moritz 1928 weniger. Nachfolgend die Änderungen im Detail:
- Im Bob wurde der Zweisitzer für Männer hinzugefügt.
- Skeleton entfiel gleich wieder nach der olympischen Premiere in Sankt Moritz.

### Olympische Sportarten/Disziplinen
- Bob Gesamt (2) = Männer (2)
- Eishockey Gesamt (1) = Männer (1)
- Eislauf
  -  Eiskunstlauf Gesamt (3) = Männer (1)/Frauen (1)/Mixed (1)
  -  Eisschnelllauf Gesamt (4) = Männer (4)
- Ski Nordisch
  -  Nordische Kombination Gesamt (1) = Männer (1)
  -  Skilanglauf Gesamt (2) = Männer (2)
  -  Skispringen Gesamt (1) = Männer (1)

Anzahl der Wettkämpfe in Klammern

### Zeitplan
| Zeitplan                  | Zeitplan                  | Zeitplan | Zeitplan | Zeitplan | Zeitplan | Zeitplan | Zeitplan | Zeitplan | Zeitplan | Zeitplan | Zeitplan | Zeitplan | Zeitplan | Zeitplan           |
| Disziplin                 | Disziplin                 | Do. 04.  | Fr. 05.  | Sa. 06.  | So. 07.  | Mo. 08.  | Di. 09.  | Mi. 10.  | Do. 11.  | Fr. 12.  | Sa. 13.  | So. 14.  | Mo. 15.  | Ent- schei- dungen |
| Disziplin                 | Disziplin                 | Februar  | Februar  | Februar  | Februar  | Februar  | Februar  | Februar  | Februar  | Februar  | Februar  | Februar  | Februar  | Ent- schei- dungen |
| ------------------------- | ------------------------- | -------- | -------- | -------- | -------- | -------- | -------- | -------- | -------- | -------- | -------- | -------- | -------- | ------------------ |
| Eröffnungsfeier           |                           |          |          |          |          |          |          |          |          |          |          |          |          |                    |
| Bob                       | Bob                       |          |          |          |          |          |          | 1        |          |          |          |          | 1        | 2                  |
| Eishockey                 | Eishockey                 |          |          |          |          |          |          |          |          |          | 1        |          |          | 1                  |
| Eislauf                   | Eiskunstlauf              |          |          |          |          |          | 1        | 1        |          | 1        |          |          |          | 3                  |
| Eislauf                   | Eisschnelllauf            | 2        | 1        | 1        |          |          |          |          |          |          |          |          |          | 4                  |
| Ski Nordisch              | Nordische Kombination     |          |          |          |          |          |          |          | 1        |          |          |          |          | 1                  |
| Ski Nordisch              | Skilanglauf               |          |          |          |          |          |          | 1        |          |          | 1        |          |          | 2                  |
| Ski Nordisch              | Spezialsprunglauf         |          |          |          |          |          |          |          |          | 1        |          |          |          | 1                  |
| Schlussfeier              |                           |          |          |          |          |          |          |          |          |          |          |          |          |                    |
| Demonstrationswettbewerbe |                           |          |          |          |          |          |          |          |          |          |          |          |          |                    |
| Curling                   | Curling                   |          | 1        |          |          |          |          |          |          |          |          |          |          |                    |
| Eisschnelllauf der Frauen | Eisschnelllauf der Frauen |          |          |          |          | 1        | 1        | 1        |          |          |          |          |          |                    |
| Schlittenhundesport       | Schlittenhundesport       |          |          |          | 1        |          |          |          |          |          |          |          |          |                    |
| Entscheidungen            | Entscheidungen            | 2        | 1        | 1        |          |          | 1        | 3        | 1        | 2        | 2        |          | 1        | 15                 |
|                           |                           | Do. 04.  | Fr. 05.  | Sa. 06.  | So. 07.  | Mo. 08.  | Di. 09.  | Mi. 10.  | Do. 11.  | Fr. 12.  | Sa. 13.  | So. 14.  | Mo. 15.  |                    |
| Februar                   |                           |          |          |          |          |          |          |          |          |          |          |          |          |                    |

In den Pausen der Eiskunstlauf-Paarlaufveranstaltung führten einige Einzelläufer ein Schaulaufprogramm vor.
Farblegende

## Probleme bei den Veranstaltungen
- Bobfahren: Beim Training ereigneten sich mehrere Unglücke, weil die Schlitten in einer scharfen Kurve (der „Zick-Zack-Kurve“) aus der Bahn getragen wurden. Auch die deutschen Schlitten waren betroffen und landeten außerhalb der Bahn, etwa 30–50 Meter im Gestrüpp. Obwohl zahlreiche schwere Verletzungen verzeichnet wurden, änderten die Organisatoren weder Bahndetails noch das Reglement. Auf Grund des vorherrschenden Tauwetters konnten die Bobwettbewerbe erst nach der Abschlusszeremonie beendet werden.
- Skilanglauf: Der 50-km-Wettbewerb war schlecht organisiert, es gab weder Schneespur noch Streckenmarkierung, keine Verpflegung, keine Streckenaufsicht, keine Zuschauer, keine Ambulanzen.
- Im Eisschnelllauf erfolgten nach amerikanischen Regeln Massenstarts und es waren keine Spuren aufgeteilt. Dies führte zu zahlreichen Protesten und zur Bevorteilung der amerikanischen Läufer.
- Weitere Probleme traten wegen knappen Schnees, der teilweise aus Kanada herangefahren werden musste, wegen schmelzenden Eises und bei der Organisation solcher Wettkämpfe auf, bei denen die Amerikaner keine Siegchancen hatten.